# MDX
O MDX Medical Center é um centro médico criado pelo grupo EBX e desenvolvido pela empresa REX na Barra da Tijuca no Rio de Janeiro.
Em fevereiro de 2010, o MDX abriu dentro de seu espaço um centro de estética e spa de alto padrão denominado Beaux, com um investimento de 15 milhões e 1.500 m² e administrado por Flávia Sampaio, ex-namorada de Eike Batista. Em 2012, o Beaux foi eleito pelo site da revista americana Condé Nast como um dos 34 melhores spas do mundo. Meses depois o espaço foi fechado para reestruturação, porém fechado definitivamente posteriormente.